# Darwin Day

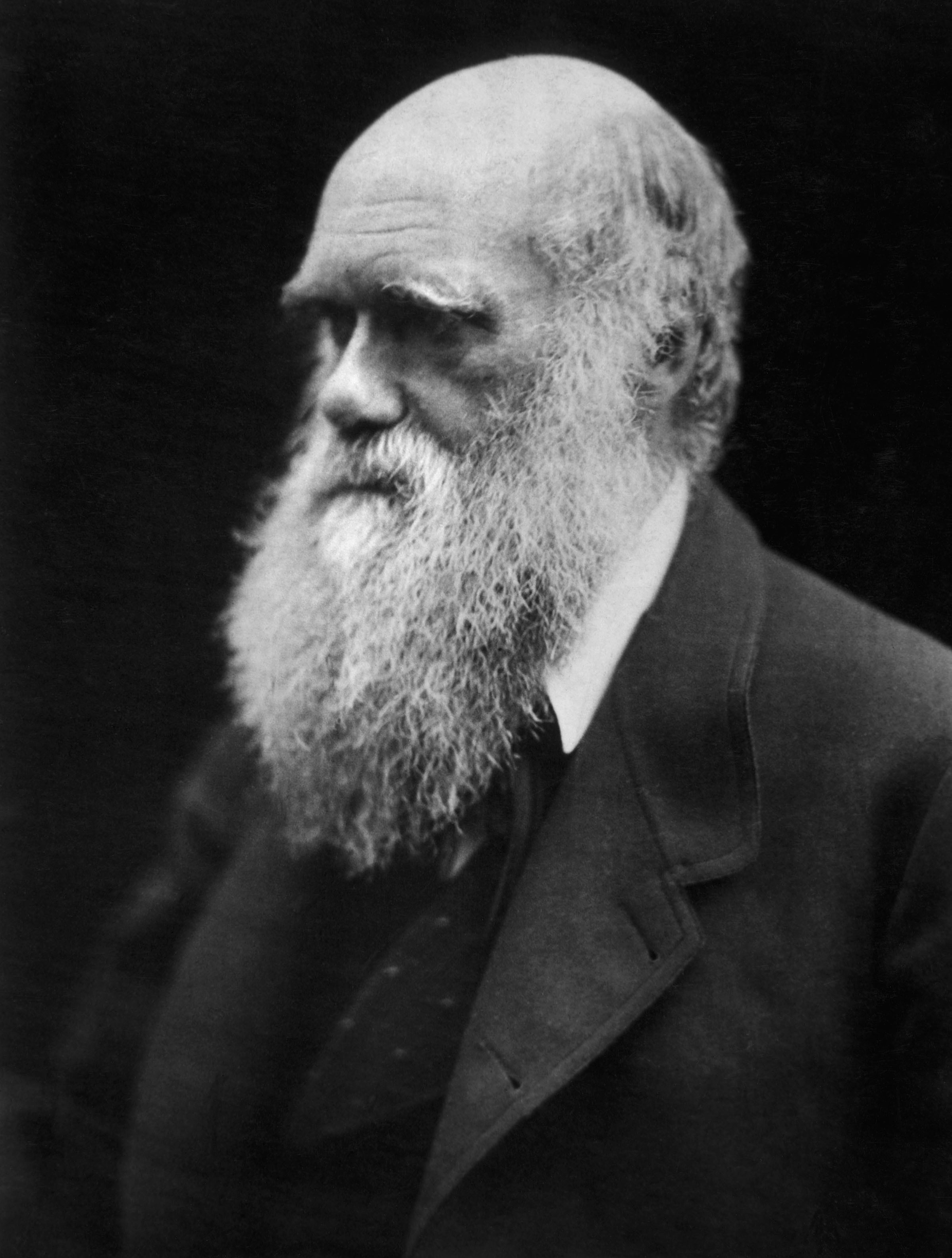
Charles Darwin

Il giorno di Darwin (Darwin Day) è una celebrazione in onore di Charles Darwin che si tiene in occasione dell'anniversario della sua nascita, il 12 febbraio.
Questa tradizione è nata inizialmente in Inghilterra e negli Stati Uniti immediatamente dopo la morte di Darwin stesso nel 1882 e continua tutt'oggi in tutto il mondo.
I Darwin Day, divenuti occasione per difendere l'impresa scientifica attraverso i valori del razionalismo e della laicità, vengono organizzati di norma nel mese di febbraio. Spesso però, grazie ad eventi collaterali come dibattiti e conferenze, si protraggono finoltre il mese di aprile.
In Italia i Darwin Day vengono celebrati dal 2003 grazie soprattutto, ma non esclusivamente, all'Unione degli Atei e degli Agnostici Razionalisti.
In alcune città sono le stesse istituzioni ad organizzare il giorno di Darwin. A titolo di esempio, a Ferrara il Museo Civico di Storia Naturale e la Facoltà di Biologia della locale università organizzano dal 2005 una propria edizione del Darwin Day che gode del patrocinio del Comune.